# Gisa Pauly
Gisela „Gisa“ Pauly (* 23. Februar 1947 in Gronau (Westf.)) ist eine deutsche Schriftstellerin und Drehbuchautorin.

## Leben
Gisa Pauly wohnt seit 1949 in Münster. Sie arbeitete zunächst ab 1973 als Lehrerin an einer Berufsschule, ehe sie 1993 als freie Autorin tätig wurde. Pauly zählte lange zu den Autorinnen der Telenovela Sturm der Liebe, die die Bavaria für die ARD produziert. Neben ihren Büchern und Buchreihen verfasste sie außerdem Kurzgeschichten, auch für Kinder, Anthologien und Hörfunkbeiträge. 2018 begann sie eine Kinderbuch-Reihe, die Leuchtturm-Haie. Als freie Journalistin arbeitete sie für verschiedene Zeitschriften. Ein neues Arbeitsfeld betrat sie als Sprecherin eines Hörbuches. Gisa Pauly ist die Hörbuchstimme von Rasputin, der Leseratte.
Im November 2012 wurde sie vom gemeinnützigen Verein deutschsprachiger Kriminalautorinnen Mörderischen Schwestern für ein Jahr zu seiner Präsidentin gewählt.
Sie wohnt in Münster.

## Werke
- Mir langt’s! – Eine Lehrerin steigt aus. Ein aufrüttelnder Schul-Report. Rasch & Röhring, Hamburg 1994, ISBN 3-89136-491-1.
- Die Klassefrau. Heyne Verlag, München 1997, ISBN 3-453-12476-6.
- Endlich Mama. Tomus, München 2001, ISBN 3-8231-0886-7.
- Schlafende Hunde (= Münster-Krimi. Band 2). Emons, Köln 2003, ISBN 3-89705-307-1.
- Reif für die Insel oder was ich dir sagen will... Eine Sylt-Geschichte. Rütten & Loening, Berlin 2008, ISBN 978-3-352-00756-9.
- Die Frau des Germanen. Roman. Rütten & Loening, Berlin 2009, ISBN 978-3-352-00770-5.
- Deine Spuren im Sand. Ein Sylt-Roman. Rütten & Loening, Berlin 2010, ISBN 978-3-352-00783-5.
- Die Hebamme von Sylt. Historischer Roman. Rütten & Loening, Berlin 2011, ISBN 978-3-352-00802-3.
- Sturm über Sylt. Die Insel-Saga. Rütten & Loening, Berlin 2013, ISBN 978-3-352-00852-8.
- Schöne Bescherung (= Piper. 30423). Hrsg. von Gisa Pauly. Piper, München/Zürich 2013, ISBN 978-3-492-30423-8.
- Die Kurärztin von Sylt. Die Insel-Saga. Rütten & Loening, Berlin 2014, ISBN 978-3-352-00846-7.
- Der Mann ist das Problem. Pendo (Piper), München/Berlin/Zürich 2015, ISBN 978-3-86612-380-9.
- Venezianische Liebe. Roman. Pendo (Piper), München 2017, ISBN 978-3-86612-417-2.
- Stille Wasser sind fies. Roman. Pendo (Piper), München 2023, ISBN 978-3-492-06454-5.

### Mamma-Carlotta-Reihe (Sylt-Krimi)
1. Die Tote am Watt. Piper, München 2007, ISBN 978-3-492-24768-9.
2. Gestrandet. Piper, München 2008, ISBN 978-3-492-25118-1.
3. Tod im Dünengras. Piper, München/Zürich 2009, ISBN 978-3-492-25345-1.
4. Flammen im Sand. Piper, München/Zürich 2010, ISBN 978-3-492-25837-1.
5. Inselzirkus. Piper, München  2011, ISBN 978-3-492-26450-1.
6. Küstennebel. Piper, München 2012, ISBN 978-3-492-26473-0.
7. Kurschatten. Piper, München 2013, ISBN 978-3-492-26474-7.
8. Strandläufer. Piper, München 2014, ISBN 978-3-492-30362-0.
9. Sonnendeck. Piper, München 2015, ISBN 978-3-492-30363-7.
10. Gegenwind. Piper, München 2016, ISBN 978-3-492-30364-4.
11. Vogelkoje. Piper, München 2017, ISBN 978-3-492-30876-2.
12. Wellenbrecher. Piper, München 2018, ISBN 978-3-492-30877-9.
13. Sturmflut. Piper, München 2019, ISBN 978-3-492-30878-6.
14. Zugvögel. Piper, München 2020, ISBN 978-3-492-31447-3.
15. Lachmöwe. Piper, München 2021, ISBN 978-3-492-31448-0.
16. Schwarze Schafe. Piper, München 2022, ISBN 978-3-492-31449-7.
17. Treibholz. Piper, München 2023, ISBN 978-3-492-31737-5.
18. Breitseite. Piper, München 2024, ISBN 978-3-492-31738-2.
19. La Paloma. Piper, München 2025, ISBN 978-3-492-31949-2

### Die Leuchtturm-Haie (Kinderbuchreihe)
1. Oma Rosella und die geheime Seehundmission. Mit Illustrationen von Edda Skibbe. Arena-Verlag, Würzburg 2018, ISBN 978-3-401-60373-5.
2. Die Jagd nach dem Perlendieb. Mit Illustrationen von Edda Skibbe. Arena-Verlag, Würzburg 2018, ISBN 978-3-401-60374-2.
3. Die Beute der Strandpiraten. Mit Illustrationen von Edda Skibbe. Arena-Verlag, Würzburg 2019, ISBN 978-3-401-60375-9.
4. Käpt'n Matjes und der verschollene Schatz. Mit Illustrationen von Edda Skibbe. Arena-Verlag, Würzburg 2019, ISBN 978-3-401-60375-9.

### Romy-Schell-Reihe
1. Liebesträume. Kriminalroman. Aschendorff, Münster 2004, ISBN 3-402-03443-3.
2. Das Mörderspiel. Kriminalroman. Aschendorff, Münster 2005, ISBN 3-402-03418-2.
3. Doppelt gemordet hält besser. Kriminalroman. Aschendorff, Münster 2007, ISBN 978-3-402-00433-3.

### Siena-Reihe
1. Jeder lügt so gut er kann. Roman. Pendo Verlag (Piper), München 2018, ISBN 978-3-86612-444-8.
2. Es wär' schon eine Lüge wert. Roman. Pendo Verlag (Piper), München 2019, ISBN 978-3-86612-471-4.
3. Lügen haben lange Ohren. Roman. Pendo Verlag (Piper), München 2021, ISBN 978-3-86612-487-5.

### Sylt-Saga-Reihe
1. Fräulein Wunder. Roman. Heyne, München 2022, ISBN 978-3-453-42577-4.
2. Café Hoffnung. Roman. Heyne, München 2022, ISBN 978-3-453-42578-1.
3. Hotel Freiheit. Roman Heyne, München 2023, ISBN 978-3-453-42579-8.

## Auszeichnungen
- Hafiz-Lyrik-Preis der Stadt Düsseldorf
- Satire-Preis der Stadt Boppard
- Shortstory-Preis der Stadt Leverkusen
- 2004: Die goldene Kamera des SWR für den Kurzfilm Déjà Vu, zusammen mit dem Fernsehregisseur Armin Ulrich
- rtv-Literaturpreis 2018